# Liny-devant-Dun
Liny-devant-Dun è un comune francese di 189 abitanti situato nel dipartimento della Mosa nella regione del Grand Est.

## Società

### Evoluzione demografica
Abitanti censiti